# João Batista Miranda
João Batista Miranda é um político brasileiro do estado de Minas Gerais.
Atuou como deputado estadual em Minas Gerais na 2ª Legislatura (1951 - 1955) pelo UDN, substituindo alguns deputados afastados.

Foi eleito deputado estadual de Minas Gerais para a 5ª legislatura (1963 - 1967), também pela UDN.